# Хуполд III фон Дилинген
Хуполд III (Хупалд, Хугбалд) фон Дилинген (на немски: Hupold III (Hupald, Hugbald) von Dillingen; † 5 март 1074) е граф на Дилинген на Дунав.

## Произход
Той е син на граф Манеголд II фон Дилинген († сл. 1003). Името на майка му не е известно. Внук е на граф Хуполд фон Дилинген († сл. 974) и праправнук на граф Хугбалд I фон Дилинген († 909) от благородническия род Хупалдинги. Брат е на Манголд III фон Дилинген († сл. 1028), граф на Дилинген във Верд, и на сестра, омъжена за Адалберт († сл. 1070).

## Фамилия
Хуполд III фон Дилинген се жени за Аделхайд фон Герхаузен († 3 януари или 23 юни сл. 1075). Те имат две деца:
- Хартман I фон Дилинген († 1120/1121), граф на Дилинген, женен ок. 1070 г. за наследничката Аделхайд фон Винтертур-Кибург († сл. 1 март 1125)
- Хедвиг фон Дилинген († 23 февруари 10??)